# Leucotmemis tenthredoides
Leucotmemis tenthredoides là một loài bướm đêm thuộc phân họ Arctiinae, họ Erebidae.